# Mesoplodon
Mesoplodon är ett släkte i familjen näbbvalar. Ett 15-tal arter har beskrivits vilket gör Mesoplodon till det artrikaste av alla valsläkten. Dessa näbbvalar lever i det öppna havet, ofta på stora djup och observeras sällan. Flera arter har aldrig observerats i det vilda utan bara beskrivits utifrån ilandflutna kadaver.
Det vetenskapliga släktnamnet är bildat av gammalgrekiska mesos (mitten), oplon (vapen) och odous (tand). Det syftar på tänderna som liknar betar.

## Utseende
Vuxna individer når en kroppslängd mellan 3,5 och 6 meter. Deras bröstfenor blir 20 till 70 cm långa och ryggfenan är 15 till 20 cm hög. Vikten är omkring 1 500 kg. Valarnas trekantiga ryggfena sitter långt bak på ryggen. Arterna kännetecknas av att de bara har två full utvecklade tänder i underkäken. Hos hannar kan de vara så stora att de är synliga när valen har stängt munnen. Ibland förekommer ytterligare rudimentära tänder i övre eller nedre käken som saknar funktion.

## Utbredning
De flesta arterna har ett begränsat utbredningsområde i kyliga eller tempererade hav på norra eller södra halvklotet. Bara Blainvilles näbbval har en världsvid utbredning. Andra arter som förekommer i europeiska vatten är Trues näbbval, Gervais näbbval och Sowerbys näbbval.

## Ekologi
Liksom andra näbbvalar jagar arterna av släktet i djupa vatten och födan utgörs nästan uteslutande av bläckfiskar samt av några fiskar. Individerna lever i par eller mindre grupper. Hannar har ofta ärr på ryggen och sidorna och därför antas att de strider med hjälp av sina tänder mot varandra. Det är nästan ingenting känt om fortplantningssättet. Zoologerna antar att dräktigheten varar nio till tolv månader och att honorna föder ett ungdjur per kull. En individ av Gervais' näbbval uppskattades vara 48 år gammal men de flesta individer dör troligen tidigare.

## Hot
Arterna var för sällsynta för den kommersiella jakten. Däremot hotas de av havsföroreningar och ibland hamnar de av misstag i fiskenät. Flera individer strandade när en manöver där sonar användes pågick i närheten. IUCN listar alla arter med kunskapsbrist (DD).

## Arter
Släktet utgörs av ett 15-tal arter. Den följande indelningen efter utbredningsområde och/eller tändernas form återspeglar troligen inte släktskapsförhållandena.
De första tre arterna har jämförelsevis små tänder som sitter längre fram i käken. De lever i norra Atlanten, bara för trues näbbval förekommer ytterligare en population i Indiska oceanen.
- Trues näbbval (M. mirus)
- Gervais näbbval (M. europaeus)
- Sowerbys näbbval (M. bidens)

Följande fyra arter hittas på södra halvklotet (i södra Stilla havet eller kring Antarktis).
- Hectors näbbval (M. hectori)
- M. traversii
- Grays näbbval (M. grayi)
- Andrews näbbval (M. bowdoini)

Kännetecknande för nästa grupp är de ginkgobladformiga tänderna. De lever i Stilla havet och Indiska oceanen.
- Ginkgotandad näbbval (M. ginkgodens)
- M. hotaula

Följande två arter förekommer i norra Stilla havet. De har ganska stora tänder som sitter i bakre delen av käken.
- Bågnäbbval (M. carlhubbsi)
- Stejnegers näbbval (M. stejnegeri)

Nästa två arter hittas i östra Stilla havet och de är minst i släktet.
- M. peruvianus
- M. perrini

Arten som listas nu har de största tänderna i släktet. Den lever i haven kring Antraktis.
- Layards näbbval (M. layardii)

Den enda arten av släktet som förekommer i alla hav är den sista i listan. Den har påfallande böjda tänder och räknas ibland till ett eget släkte, Dioplodon.
- Blainvilles näbbval (M. densirostris)